# Aeropuerto de Mulatupu
El Aeropuerto de Mulatupo (IATA: MPP) es un aeropuerto panameño ubicado en la Comarca Guna Yala, en la parte oriental del país, a 200 km al este de Ciudad de Panamá, capital del país. El aeropuerto de Mulatupo se encuentra a 7 metros sobre el nivel del mar en la isla de Ucuptuma.
El terreno alrededor del aeropuerto de Mulatupo es bastante variado. Al noreste, el mar es lo más cercano al aeropuerto. El punto más alto en las cercanías tiene una elevación de 626 metros y está a 8,6 km al suroeste del aeropuerto de Mulatupo.  La ciudad más grande más cercana es Mulatupo a 1,9 km al oeste del aeropuerto. En la región alrededor del aeropuerto de Mulatupo, las islas y los islotes son muy comunes.